# GLOW (serie televisiva)
GLOW, acronimo di Gorgeous Ladies of Wrestling, è una serie televisiva statunitense creata da Liz Flahive e Carly Mensch in esclusiva per Netflix, basata sull'omonimo show di wrestling.
La serie ha debuttato il 23 giugno 2017 in tutti i paesi in cui il servizio è disponibile. Il mese successivo è stata rinnovata per una seconda stagione, distribuita a partire dal 29 giugno 2018. Il 9 agosto 2019 è stata pubblicata la terza. Era inizialmente prevista una quarta ed ultima stagione, ma è stata cancellata a causa della pandemia di COVID-19

## Sinossi
Los Angeles (California), 1985. Ruth Wilder è un'aspirante attrice che riceve un invito per partecipare ad un nuovo programma di wrestling: Gorgeous Ladies of Wrestling. Ruth si ritrova a dover lottare con un gruppo di donne dalla personalità eccentrica sotto la guida di Sam Sylvia, uno scorbutico regista di B-Movie.

## Episodi
| Stagione         | Episodi | Pubblicazione  |
| ---------------- | ------- | -------------- |
| Prima stagione   | 10      | 23 giugno 2017 |
| Seconda stagione | 10      | 29 giugno 2018 |
| Terza stagione   | 10      | 9 agosto 2019  |

## Personaggi

### Principali
- Ruth Wilder/Zoya la Destroya (stagioni 1-3), interpretata da Alison Brie, doppiata da Valentina Favazza.
- Debbie Eagan/Liberty Belle (stagioni 1-3), interpretata da Betty Gilpin, doppiata da Barbara De Bortoli.
- Cherry Bang/Junkchain/Black Magic (stagioni 1-3), interpretata da Sydelle Noel, doppiata da Laura Romano.
- Carmen Wade/Machu Picchu (stagioni 1-3), interpretata da Britney Young, doppiata da Benedetta Degli Innocenti.
- Sam Sylvia (stagioni 1-3), interpretato da Marc Maron, doppiato da Massimo De Ambrosis.
- Justine Biagi/Scab (stagioni 2-3, ricorrente stagione 1), interpretata da Britt Baron, doppiata da Benedetta Ponticelli.
- Rhonda Richardson/Britannica (stagioni 2-3, ricorrente stagione 1), interpretata da Kate Nash, doppiata da Chiara Gioncardi.
- Sheila, la donna lupo (stagioni 2-3, ricorrente stagione 1), interpretata da Gayle Rankin, doppiata da Eva Padoan.
- Tammé Dawson/The Welfare Queen (stagioni 2-3, ricorrente stagione 1), interpretata da Kia Stevens, doppiata da Anna Cugini.
- Melanie Rosen/Melrose (stagioni 2-3, ricorrente stagione 1), interpretata da Jackie Tohn, doppiata da Perla Liberatori.
- Sebastian "Bash" Howard (stagione 3, ricorrente stagioni 1-2), interpretato da Chris Lowell, doppiato da Flavio Aquilone.

### Ricorrenti
- Keith Bang (stagioni 1-3), interpretato da Bashir Salahuddin, doppiato da Alberto Angrisano.
- Mark Eagan (stagioni 1-3), interpretato da Rich Sommers, doppiato da Massimo Triggiani.
- Stacey Bewsick/Ethel Rosenblatt/Ozone (stagioni 1-3), interpretata da Kimmy Gatewood, doppiata da Rachele Paolelli.
- Dawn Rivecca/Edna Rosenblatt/Nuke (stagioni 1-3), interpretata da Rebekka Johnson, doppiata da Letizia Ciampa.
- Arthie Premkumar/Beirut La Bombarola Pazza (stagioni 1-3), interpretata da Sunita Mani, doppiata da Joy Saltarelli.
- Jenny Chey/Fortune Cookie (stagioni 1-3), interpretata da Ellen Wong, doppiata da Valeria Vidali.
- Reggie Walsh/Vicky Viking (stagioni 1-3), interpretata da Marianna Palka, doppiata da Gemma Donati.
- Florian Becker (stagione 1, guest stagione 2), interpretato da Alex Rich, doppiato da Luca Mannocci.
- Glen Klitnick (stagioni 1-3), interpretato da Andrew Friedman, doppiato da Gianluca Solombrino.
- Billy Offal (stagioni 1-3), interpretata da Casey Johnson.
- Gregory (stagioni 1-3), interpretato da Ravil Isyanov.
- Gary (stagioni 1-3), interpretato da Marc Evan Jackson.
- Yolanda Rivas/Junkchain (stagioni 2-3), interpretata da Shakira Barrera, doppiata da Domitilla D'Amico.
- Russell Barroso (stagioni 2-3), interpretato da Victor Quinaz, doppiato da Raffaele Carpentieri.
- Ray (stagioni 2-3), interpretato da Horatio Sanz.
- Rosalie Biagi (stagione 2), interpretata da Annabella Sciorra, doppiata da Cinzia De Carolis.
- Phil (stagioni 2-3), interpretato da Wyatt Nash.
- Toby "Cupcake" Matkins (stagioni 2-3), interpretato da Patrick Renna.
- Susan (stagioni 2-3), interpretata da Phoebe Strole.
- Earnest Dawson (stagioni 2-3), interpretato da Eli Goree.
- Tom Grant (stagioni 2-3), interpretato da Paul Fitzgerald.
- Sandy Deveraux St. Clair (stagioni 2-3), interpretata da Geena Davis, doppiata da Cristina Boraschi.

### Guest
- Birdie Howard (stagione 1), interpretata da Elizabeth Perkins.

Oltre a Kia Stevens (che ha lottato come Awesome Kong in TNA e Kharma in WWE) in un ruolo ricorrente, diversi wrestler professionisti hanno realizzato camei per tutta la stagione. Tra questi c'è John Hennigan nel ruolo di Salty "The Sack" Johnson, un allenatore apparso nel primo episodio; Tyrus e Carlos Edwin, che interpretavano i fratelli wrestler di Carmen; Joey Ryan nei panni di un wrestler noto come "Mr. Monopoly", e la moglie e lottatrice di Ryan nella vita reale, Laura James, ha interpretato il suo valletto "Crystal"; Alex Riley ha interpretato un wrestler noto come "Steel Horse"; Brooke Hogan come manager del night club Amber Fredrickson; Chavo Guerrero Jr. come Chico Guapo; e Christopher Daniels e Frankie Kazarian come wrestler senza nome. Hulk Hogan, Ric Flair e Gorgeous George appaiono in alcuni video d'archivio mostrati nel primo e nel quarto episodio della prima stagione.

## Accoglienza
La serie è stata accolta positivamente dalla critica. Su Rotten Tomatoes la prima stagione ha un indice di gradimento del 97%, con un voto medio di 7.96 basato su 59 recensioni. Su Metacritic ha un voto di 81 su 100 basato su 35 recensioni.

## Premi e riconoscimenti
- 2018 - Golden Globe
  - Candidato - Miglior attrice in una serie commedia o musicale a Alison Brie
- 2018 - Premio Emmy
  - Miglior coordinamento stunt per una serie commedia o varietà a Shauna Duggins
  - Miglior scenografia per una serie con episodi fino a 30 minuti a Todd Fjelsted, Harry Otto, Ryan Watson, per l'episodio The Dusty Spur
  - Candidato - Miglior serie commedia
  - Candidato - Miglior attrice non protagonista in una serie commedia a Betty Gilpin
  - Candidato - Miglior regia per una serie commedia a Jesse Peretz per l'episodio Pilot
  - Candidato - Miglior casting per una serie commedia a Jennifer Euston e Elizabeth Barnes
  - Candidato - Miglior trucco per una serie single-camera (non prostetico) a Lana Horochowski, Maurine Burke, Lesa Nielson Duff, Melissa Buell, Kristina Frisch, per l'episodio Money's In The Chase
  - Candidato - Miglior design di una sigla
  - Candidato - Miglior acconciature per una serie single-camera a Theraesa Rivers, Valerie Jackson, Leslie Bennett e Jules Holdren per l'episodio Pilot
- 2018 - Screen Actors Guild Award
  - Candidato - Miglior attrice in una serie commedia a Alison Brie
  - Candidato - Miglior attore in una serie commedia a Marc Maron
  - Candidato - Miglior cast in una serie commedia
  - Candidato - Migliori controfigure televisive
- 2019 - Golden Globe
  - Candidato - Miglior attrice in una serie commedia o musicale a Alison Brie
- 2019 - Premio Emmy
  - Miglior coordinamento stunt per una serie commedia o varietà a Shauna Duggins
  - Candidato - Miglior attrice non protagonista in una serie commedia a Betty Gilpin
  - Candidato - Miglior costumi d'epoca a Beth Morgan, Alexandra Casey, Sharon Thampson per l'episodio La gemella buona
  - Candidato - Miglior trucco per una serie single-camera (non prostetico) a Lana Horochowski, Maurine Burke, Lesa Nielson Duff, Melissa Buell, Kristina Frisch, per l'episodio La gemella buona
  - Candidato - Miglior acconciature per una serie single-camera a Theraesa Rivers, Valerie Jackson, Mishell Chandler, Deborah Pierce, Loretta Nero, Jason Green per l'episodio La gemella buona
- 2019 - Screen Actors Guild Award
  - Migliori controfigure televisive
  - Candidato - Miglior attrice in una serie commedia a Alison Brie
  - Candidato - Miglior cast in una serie commedia
- 2020 - Premio Emmy
  - Candidato - Miglior attrice non protagonista in una serie commedia a Betty Gilpin
  - Candidato - Miglior scenografia per una serie con episodi fino a 30 minuti a Todd Fjelsted, Valerie Green, Cynthia Anne Slagter per l'episodio Sempre più su
- 2020 - Screen Actors Guild Award
  - Candidato - Migliori controfigure televisive